# Jasonisis
Jasonisis is een geslacht van neteldieren uit de klasse van de Anthozoa (bloemdieren).

## Soort
- Jasonisis thresheri Alderslade & McFadden, 2012